# Trần Hưng Đạo (phường)
Trần Hưng Đạo là một phường thuộc tỉnh Hưng Yên, Việt Nam. Tên phường được đặt theo tên Trần Hưng Đạo, danh tướng nhà Trần trong lịch sử Việt Nam.

## Địa lý
Phường Trần Hưng Đạo nằm ở phía tây nam của tỉnh Hưng Yên, có vị trí địa lý:
- Phía đông giáp phường Trần Lãm
- Phía tây giáp xã Vũ Thư.
- Phía nam giáp phường Vũ Phúc.
- Phía bắc giáp phường Thái Bình.

## Lịch sử
Ngày 16 tháng 6 năm 2025, Ủy ban Thường vụ Quốc hội ban hành Nghị quyết số 1666/NQ-UBTVQH15 về việc sắp xếp các đơn vị hành chính cấp xã của tỉnh Hưng Yên năm 2025. Theo đó, sắp xếp toàn bộ diện tích tự nhiên, quy mô dân số của các phường Trần Hưng Đạo, Đề Thám, Quang Trung và xã Phú Xuân thành phường mới có tên gọi là phường Trần Hưng Đạo.